# Lacul Tana
Lacul Tana (de asemenea scris T'ana; în scrierile mai vechi Tsana sau Dambea) este sursa Nilului Albastru și este cel mai mare lac din Etiopia. Are aproximativ 84 km lungime și 66 kilometri lățime și se află la mare altitudine (coordonatele: 12°0′N, 37°15′E). Ce mai mare adâncime a lacului este de 15 m; acesta acoperă aproximativ 3000 km², la o înălțime de 1840 m. Lacul primește apele râurilor Reb și Gumara.

## Descriere
Lacul are mai multe insule, numarul lor variază potrivit nivelului lacului, care a coborât aproximativ 2 m, în ultimii 400 ani.
Potrivit lui Manoel de Almeida (care a fost misionar portughez în secolul XVI), lacul avea 21 insule, șapte sau opt aveau mănăstiri pe ele " pe vremuri mari, dar în actualitate reduse". Când Robert Bruce a vizitat area la sfârșitul sec.-XVIII, povestește ca locuitorii spun că lacul are 45 insule dar el credea că doar existau 11 insule. Un geograf mai recent menționează 37 insule, din care 19 au sau aveau mănăstiri sau biserici.
Mănăstirile izolate din insule se îngroapă resturile pământești ale împăraților etiopieni. Pe insula Tana Cherqos tradiția spune ca s-a odihnit Fecioara Maria la întoarcerea din Egipt; de asemenea se spune că Frumentius, care a introdus creștinismul în Etiopia este îngropat în Tana Cherqos. Corpul lui Yekuno Amlak a fost îngropat în mănăstirea Sfantul Ștefan din insula Daga; de asemenea în Daga se găsește și mormintele împăraților Dawit I, Zara Yaqob, Za Dengel și Fasilidos. Alte insule mai importante sunt insula Dek și insula Meshralia.
Se presupune că mănăstirile au fost construite pe situri religioase anterioare și includ Debre Maryam și Dega Stefanos, din secolul al XIV-lea, Narga Selassie, Tana Cherkos (unde potrivit tradiției etiopiene s-ar găsi Chivotul legământului), și Ura Kidane Mecet din secolul XIX. Există un serviciu de transport pe apă, care leagă insula Dek și mai multe localități de pe malul lacului.